# Boulevard Vitocha
Le Boulevard Vitocha (en bulgare : булевард Витоша, ou familièrement Витошка/Vitoshka) est l'une des rues les plus importantes du centre de la capitale bulgare Sofia. Elle doit son nom aux montagnes Vitocha, visibles à tout moment depuis la rue. L'avenue fait 2,7 km de long, s'étend vers le sud, partant de la cathédrale Sainte-Nédélia et coupant, entre autres, la rue Alabin et le boulevard du Patriarche Eutimy.
Au début de la rue, au numéro 2 se trouve le Palais de Justice de Sofia. De la rue Alabin jusqu'à l'intersection avec le boulevard Patriarche Evtimij, la rue est une zone piétonne et commerçante, sous laquelle passe la ligne 2 du métro de Sofia.
Plus au sud, le boulevard longe le parc devant le Palais national de la culture. À partir de là, il est également ouvert à la circulation automobile et au passage des tramways.

## Galerie

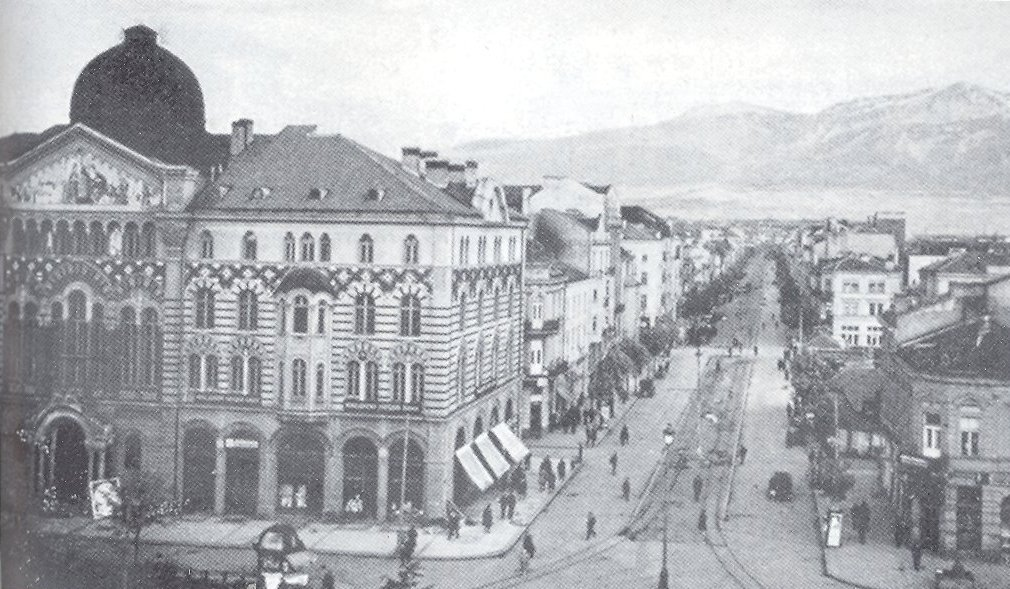
Boulevard Vitocha en 1934
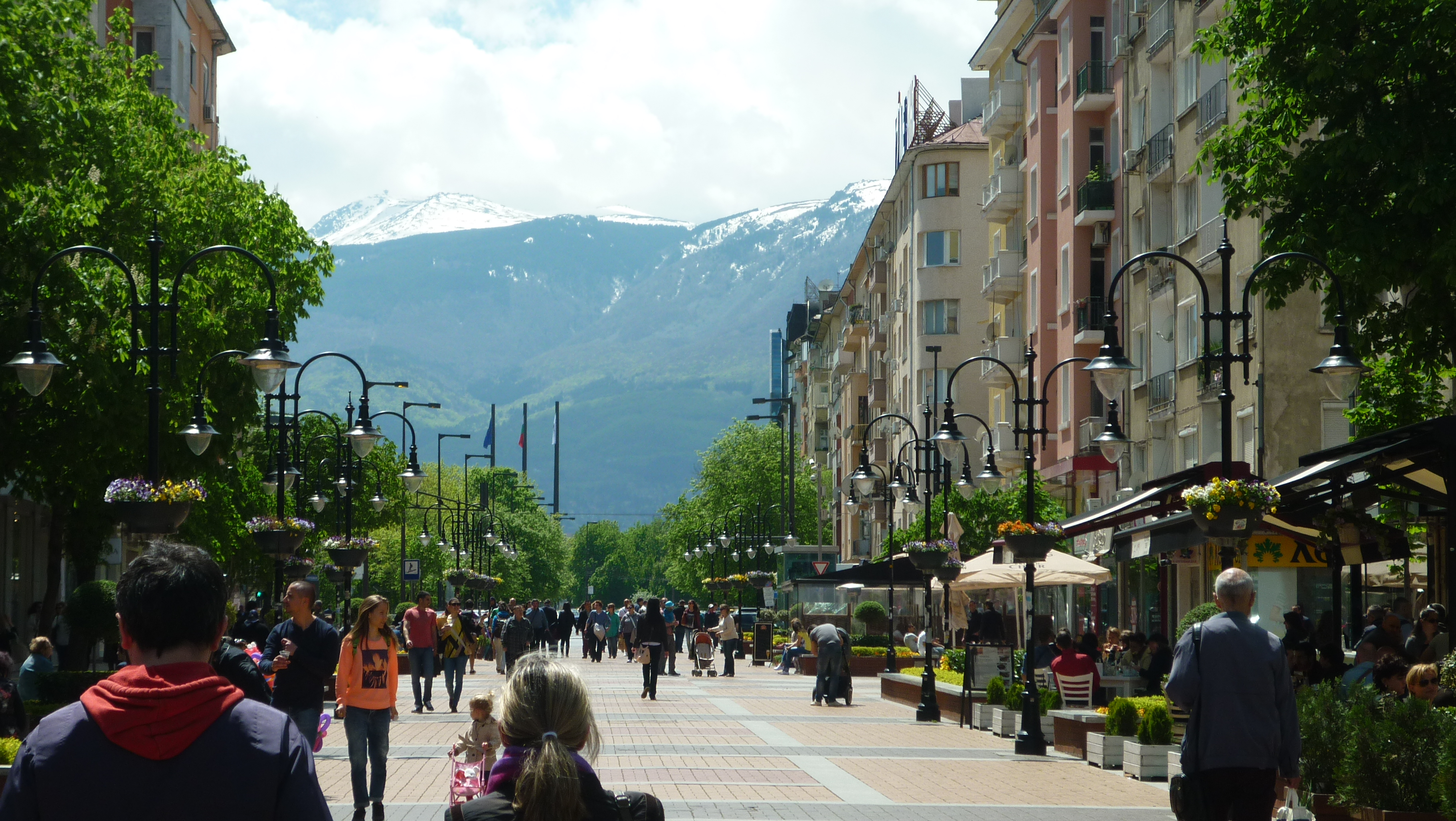
Vue sur les montagnes
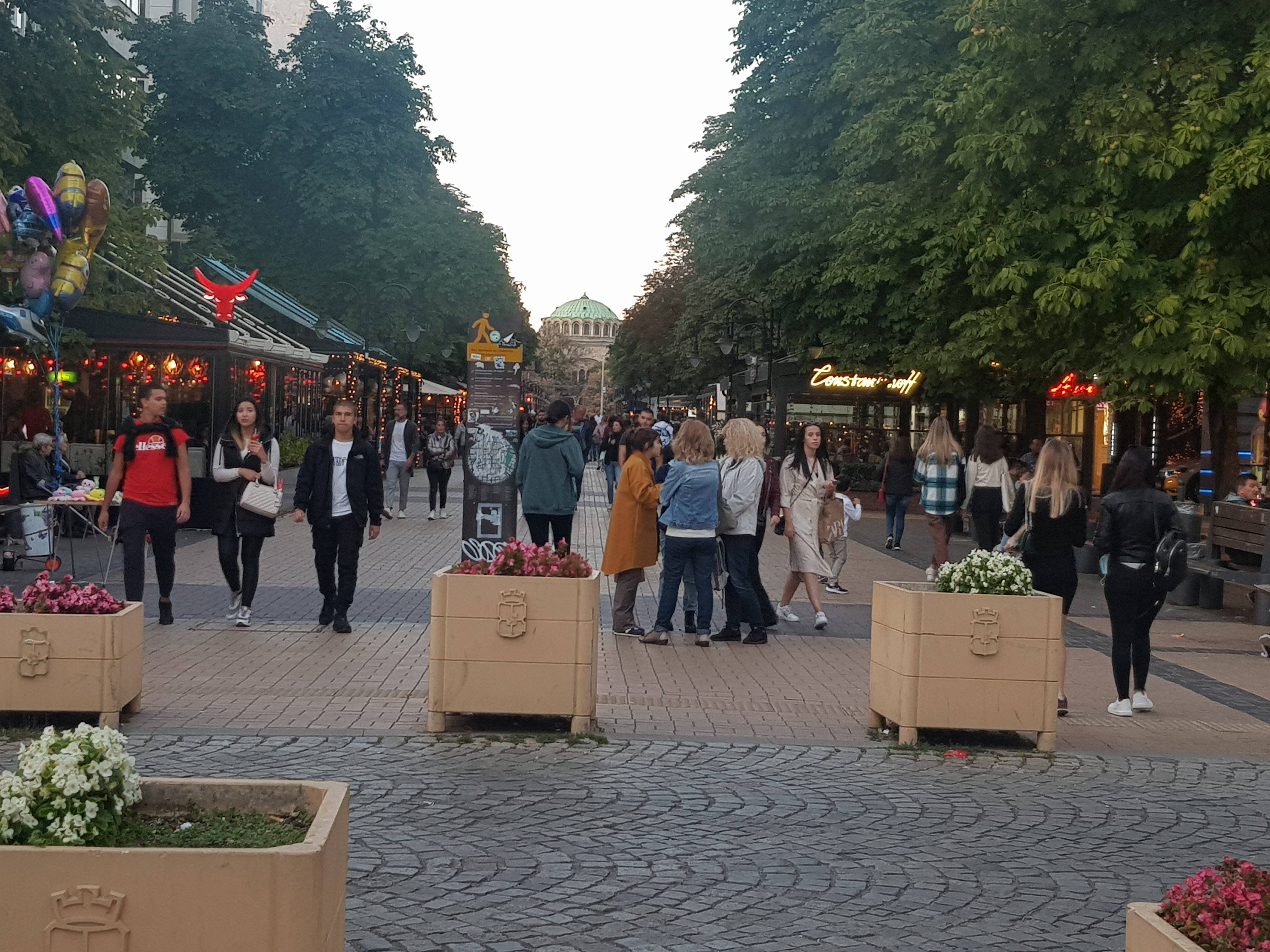
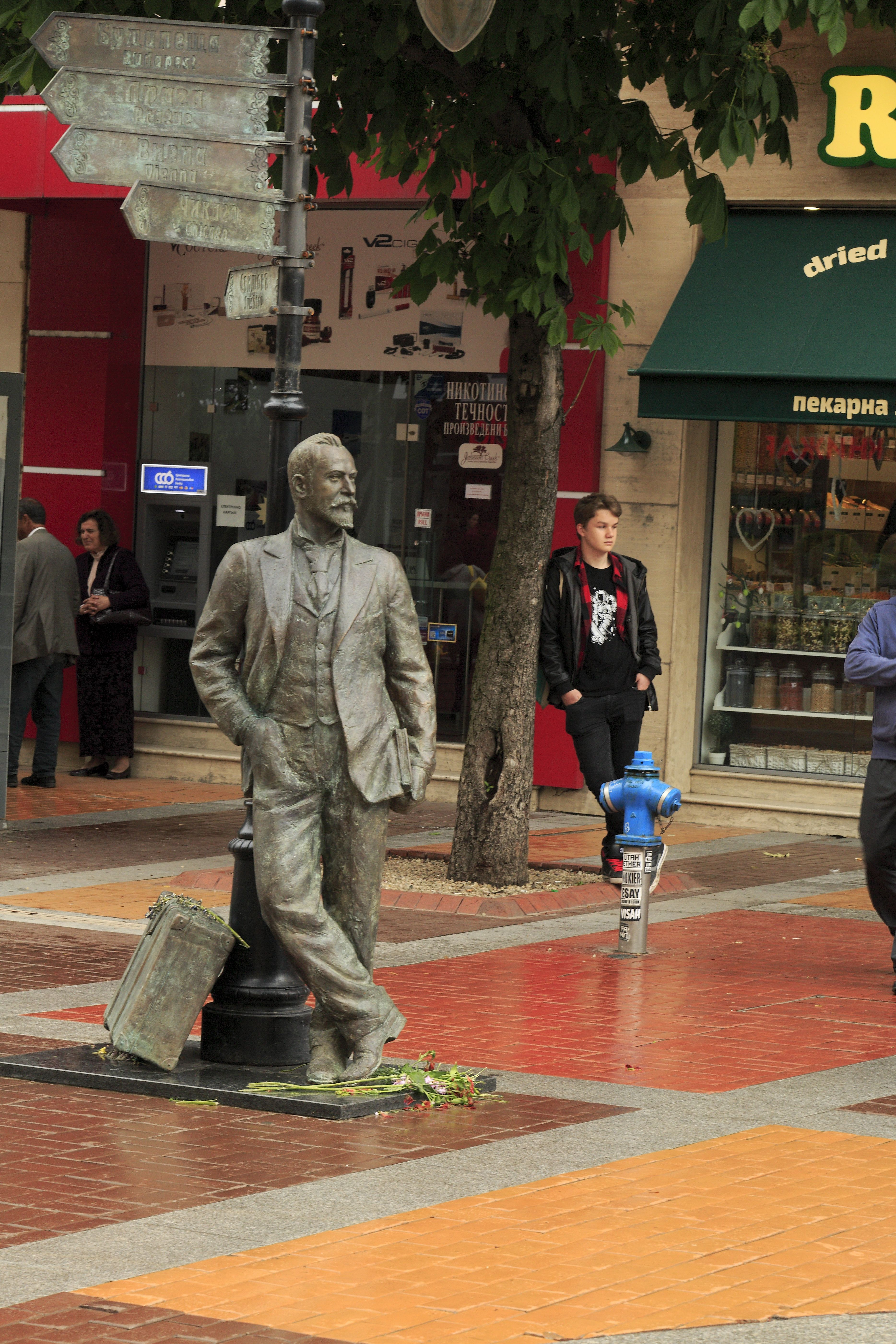
Statue de l'écrivainAleko Konstantinov
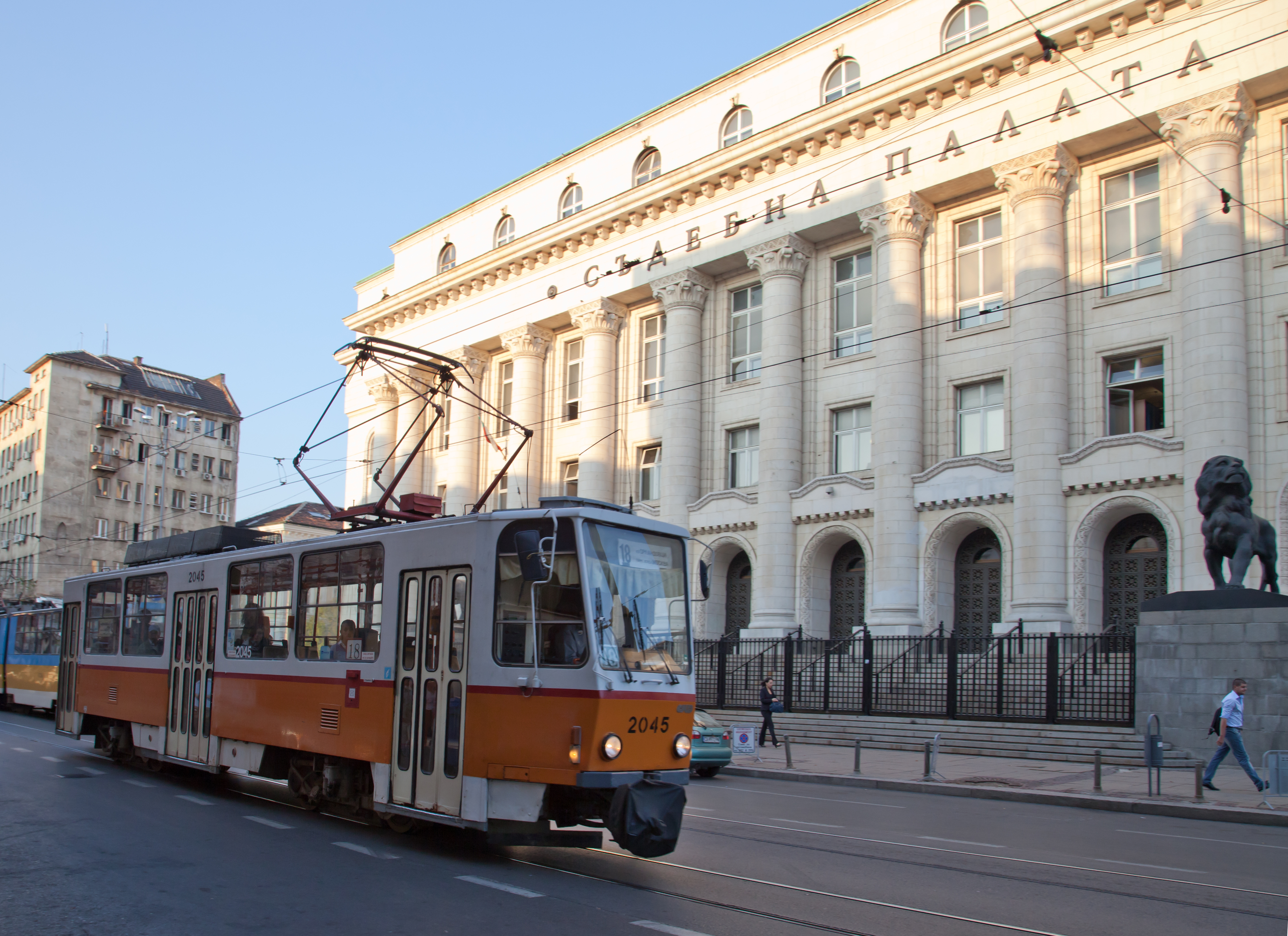
Le trolleybus devant le Palais de Justice
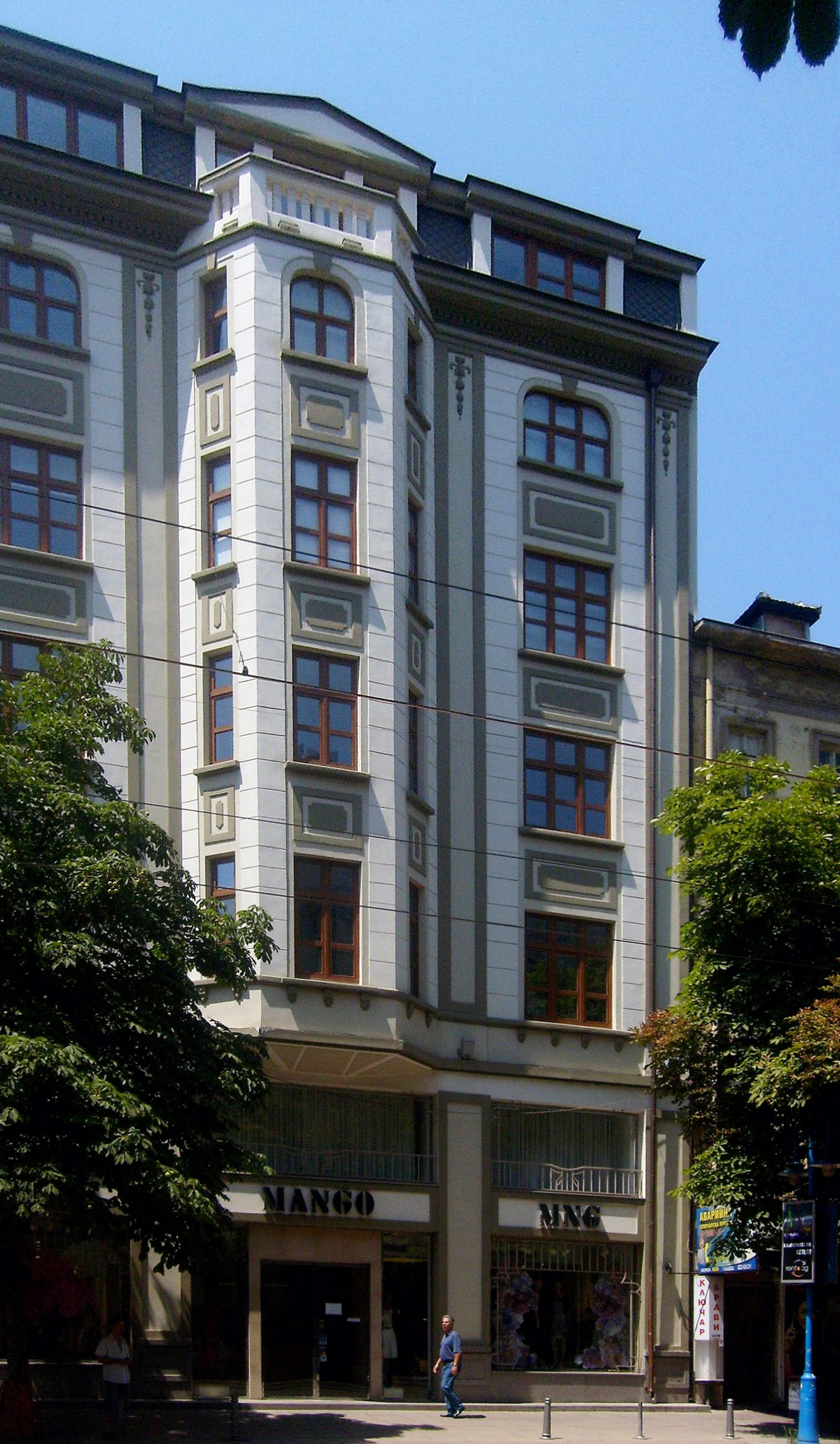